# Актіон (аеропорт)
Національний аеропорт Актіон, (Аеропорт Левкас) (IATA: PVK, ICAO: LGPZ) — аеропорт обслуговує міста Превеза і Лефкас. Сумісного базування.

## Авіакомпанії та напрямки, вересень 2019
| Авіакомпанія             | Пункт призначення                                                                                        |
| ------------------------ | --- |
| Austrian Airlines        | Сезонний: Відень                                                                                         |
| Avanti Air               | Сезонний чартер: Інсбрук                                                                                 |
| Aviolet                  | Сезонний чартер: Белград                                                                                 |
| BRA                      | Сезонний чартер: Мальме                                                                                  |
| Blue Panorama Airlines   | Сезонний: Бергамо, Болонья, Рим-Ф'юмічіно                                                                |
| British Airways          | Сезонний чартер: Лондон-Хітроу                                                                           |
| Condor                   | Сезонний: Дюссельдорф, Франкфурт, Ганновер Мюнхен, Штутгарт                                              |
| Danish Air Transport     | Сезонний чартер: Орхус, Біллунн, Копенгаген                                                              |
| easyJet                  | Сезонний: Берлін-Тегель, Лондон-Гатвік, Манчестер                                                        |
| Finnair                  | Сезонний: Гельсінкі                                                                                      |
| Flybe                    | Сезонний чартер: Бірмінгем                                                                               |
| Jet2.com                 | Сезонний: Бірмінгем (з 24 травня 2020), Лондон-Станстед (з 10 травня 2020), Манчестер (з 10 травня 2020) |
| Norwegian Air Shuttle    | Сезонний: Копенгаген, Осло-Гардермуен                                                                    |
| Novair                   | Сезонний чартер: Осло-Гардермуен, Стокгольм-Арланда                                                      |
| Olympic Air              | Сезонний: Афіни                                                                                          |
| People's Viennaline      | Сезонний: Санкт-Галлен Сезонний чартер: Зальцбург, Відень                                                |
| Ryanair                  | Сезонний: Будапешт                                                                                       |
| Scandinavian Airlines    | Сезонний чартер: Гетеборг, Берген, Ставангер, Осло-Гардермуен                                            |
| Sky Express              | Корфу, Кефалінія, Сітія                                                                                  |
| SmartWings               | Сезонний: Брно, Прага                                                                                    |
| Smartwings Poland        | Сезонний чартер: Варшава-Шопен                                                                           |
| Thomas Cook Airlines     | Сезонний чартер: Бристоль, Лондон-Гатвік, Лондон-Станстед, Манчестер                                     |
| Transavia                | Сезонний: Амстердам                                                                                      |
| TUI Airways              | Сезонний чартер: Лондон-Гатвік, Манчестер                                                                |
| TUI Airlines Netherlands | Сезонний: Амстердам                                                                                      |
| Volotea                  | Сезонний: Барі, Неаполь, Венеція                                                                         |
| Vueling                  | Сезонний: Рим-Фіумічіно                                                                                  |